# Antoni Cebrià Costa i Cuxart
Antonio Cipriano Costa y Cuxart o Antoni Cebrià Costa i Cuxart (València, 26 de setembre de 1817 - Barcelona, 21 de juliol de 1886) va ser un metge i botànic català d'origen valencià. Va estudiar la successió altitudinal de la vegetació de Catalunya. Va ser catedràtic de botànica general de la Universitat de Barcelona (1847), càrrec en el qual succeí Miguel Colmeiro. Deixeble seu va ser Joan Cadevall

## Biografia
Estudià a l'Escola d'Agricultura i Botànica de la Junta de Comerç i el 1843 es llicencià en Medicina i Cirurgia al Reial Col·legi de Cirurgia de Barcelona. El 1847 fou nomenat catedràtic de botànica de la Universitat de Barcelona, on el 1854 es llicencià en ciències naturals (es doctorà en 1869). També fou director del Jardí Botànic de la Universitat de Barcelona. El 1848 fou nomenat membre de la Societat Econòmica Barcelonesa d'Amics del País, de la Reial Acadèmia de Ciències i Arts de Barcelona i soci corresponent de la Junta del Museu d'Història Natural de Madrid.
El 1868 va demanar la jubilació anticipada. El 1870 fou president de l'Institut Agrícola Català de Sant Isidre, soci de Foment del Treball Nacional, el 1872 president honorari de la Societat Botànica de Barcelona, el 1873 membre de la Reial Acadèmia de Ciències Exactes, Físiques i Naturals de Madrid, el 1879 membre bienfacteur de l'Union Valdotaine de Ginebra i posteriorment membre de la Reial Acadèmia de Medicina i Cirurgia de Barcelona. Alhora, milità en el Partit Conservador i donà suport la restauració borbònica, de manera que el 1875 fou nomenat regidor de l'ajuntament de Barcelona i diputat provincial per Mataró.
Se'l considera el fundador de l'escola catalana moderna de Botànica, i va tenir com deixebles Frederic Trèmols i Borrell, Estanislau Vayreda i Vila, Ramon de Bolòs i Saderra, i Joan Cadevall i Diars. També es dedicà a la Botànica aplicada, i fou comissari regi d'Agricultura de la província de Barcelona.

## Obres
- Arbolado de Barcelona (1856)
- Noticias botánico-agrícolas sobre los pinos de Cataluña (1857)
- Introducción a la Flora de Cataluña y catálogo razonado de las plantas observadas en esta región (1864)
- Programa y resumen o compendio de unas lecciones de Botánica general para los alumnos de las Facultades de Ciencias (1878)
- La flora de las Baleares y sus exploradores. Especies endémicas. (1882)

## Reconeixements
- President de la Reial Acadèmia de Ciències Naturals i Arts de Barcelona
- Soci honorari de l'"Institut Agrícola Català de Sant Isidre"
- Soci corresponsal de:
- "Societat Fitològica d'Anvers"
- "Museu d'Història natural de Madrid

## Epònims
- (Poaceae) Costia Willk.[7]
- Centaurea costae i Campanula costae.